# Bernardia gardneri
Bernardia gardneri är en törelväxtart som beskrevs av Johannes Müller Argoviensis. Bernardia gardneri ingår i släktet Bernardia och familjen törelväxter. Inga underarter finns listade i Catalogue of Life.